# Kanton Moulins-Sud
Kanton Moulins-Sud (fr. Canton de Moulins-Sud) je francouzský kanton v departementu Allier v regionu Auvergne. Tvoří ho tři obce.

## Obce kantonu
- Bressolles
- Moulins (jižní část)
- Toulon-sur-Allier